# Габю, Вильям
Луи Вильям Габю (фр. Louis William Gabus; 6 мая 1847, Ле-Локль, Швейцария — 14 марта 1901, Локарно, Швейцария) — швейцарский и русский часовщик и ювелир.

## Биография
Луи Вильям Габю родился 6 мая 1847 года в Ле-Локле в Швейцарии, в семье часового мастера Луи Габю (фр. Louis Gabus) и Элоизы Жаннере Гри (фр. Heloïse Jeanneret Gris). В возрасте двадцати лет он приезжает в Россию, где открывает своё часовое дело. В 1868 году в Москве появляется Торговый дом «В.ГАБЮ», мастерские и часовой салон находятся на Никольской улице в доме 15 (сегодня дом 23). Торговый дом «В.ГАБЮ» входит в тройку крупнейших в России производителей и продавцов часов и ювелирных изделий вместе с Торговыми домами Павла Буре (Paul Buhre) и Генри Мозера (Henry Moser & Cie).
К тридцати годам Вильям Габю организовывает собственную часовую фабрику в Швейцарии в городе Ле-Локле. Изделия фирмы «В.ГАБЮ» отличают высокое качество механизмов, изящество форм корпусов и элегантность отделки. Выпускаются часы со сложными механизмами – вечный календарь, двойной хронограф, двухсторонний циферблат и т.д. В 1905 году Торговый дом числится «По первому разряду», среди покупателей офицерские, потребительские общества, известен случай подарка часов Габю Бухарскому эмиру. После смерти Вильяма Габю в 1901 году дело продолжают его сын Морис (фр. Jean François Maurice) и жена Эллен Францевна, урожденная Пло (фр. Hellen Plaut).
За свою жизнь Габю успел оставить о себе добрую память не только в России, но и в Швейцарии, он завещал городу Берну 150 тысяч франков (сегодня это около 4.2 млн.) в качестве фонда[прояснить] для создания зоопарка Tierpark Dählhölzli, который был открыт в 1937 году и носит имя Луи Вильяма Габю. Революция 1917 года нарушила успешное развитие предприятия. В 2000 году владельцем торговой марки стала российская компания «В. Габю», с 2003 года часы производились швейцарской компанией W. Gabus Montres SA в г. Биле (ликвидирована в 2018 году).